# Uromyces peglerae
Uromyces peglerae ist eine Ständerpilzart aus der Ordnung der Rostpilze (Pucciniales). Der Pilz ist ein Endoparasit der Süßgrasgattung Digitaria. Symptome des Befalls durch die Art sind Rostflecken und Pusteln auf den Blattoberflächen der Wirtspflanzen. Sie ist pantropisch verbreitet.

## Merkmale

### Makroskopische Merkmale
Uromyces peglerae ist mit bloßem Auge nur anhand der auf der Oberfläche des Wirtes hervortretenden Sporenlager zu erkennen. Sie wachsen in Nestern, die als gelbliche bis braune Flecken und Pusteln auf den Blattoberflächen erscheinen.

### Mikroskopische Merkmale
Das Myzel von Uromyces peglerae wächst wie bei allen Uromyces-Arten interzellulär und bildet Saugfäden, die in das Speichergewebe des Wirtes wachsen. Aecien oder Spermogonien der Art sind nicht bekannt. Die gelbbraunen Uredien des Pilzes wachsen überwiegend oberseitig auf den Wirtsblättern. Seine goldenen bis gelblichen Uredosporen sind 23–27 × 18–22 µm groß, meist breitellipsoid und stachelwarzig. Die beidseitig wachsenden Telien der Art sind schwarzbraun und bedeckt, sie besitzen wenige goldene Paraphysen. Die kastanienbraunen Teliosporen sind einzellig, in der Regel eckig eiförmig und 25–30 × 17–20 µm groß. Ihre Stiele sind farblos bis bräunlich und bis zu 60 µm lang.

## Verbreitung
Das bekannte Verbreitungsgebiet von Uromyces peglerae umfasst die Tropen Afrikas, Südamerikas und Asiens.

## Ökologie
Die Wirtspflanzen von Uromyces peglerae sind verschiedene Fingerhirsen (Digitaria spp.). Der Pilz ernährt sich von den im Speichergewebe der Pflanzen vorhandenen Nährstoffen, seine Sporenlager brechen später durch die Blattoberfläche und setzen Sporen frei. Die Art verfügt über einen Entwicklungszyklus, von dem bislang lediglich Telien und Uredien sowie deren Wirt bekannt sind; Spermogonien und Aecien konnten dem Pilz nicht zugeordnet werden.